# Véletlen boldogság
A véletlen boldogság (eredeti cím: Un plan parfait) 2012-ben bemutatott francia romantikus filmvígjáték Pascal Chaumeil rendezésében. A főbb szerepekben Diane Kruger, Dany Boon és Alice Pol látható.
Franciaországban 2012. október 31-én mutatták be.

## Cselekmény
Isabelle feleségül akar menni Pierre-hez, akit már tíz éve szeret. Azonban ehhez le kell győznie egy családi átkot, amely nőrokonait sújtja: első házasságaik kivétel nélkül boldogtalanul végződnek. Isabelle ezért úgy dönt, hozzámegy egy idegen férfihoz, gyorsan elválik tőle és utána boldogan élhet második férjével, Pierre-rel. Koppenhágában meg is találja erre az ideális jelöltet, Jean-Yves személyében.
Idővel rá kell jönnie, hogy valójában őt szereti és korábbi jegyességét felbontva Jean-Yvest választja.

## Szereplők
| Szerep          | Színész             | Magyar hang        |
| --------------- | ------------------- | ------------------ |
| Isabelle        | Diane Kruger        | Kisfalvi Krisztina |
| Jean-Yves       | Dany Boon           | Seszták Szabolcs   |
| Corinne         | Alice Pol           |                    |
| Pierre          | Robert Plagnol      |                    |
| Patrick         | Jonathan Cohen      |                    |
| Solange         | Bernadette Le Saché |                    |
| Edmond          | Étienne Chicot      |                    |
| Valérie         | Laure Calamy        |                    |
| Louise          | Malonn Lévana       |                    |
| Maillard ügyvéd | Olivier Claverie    |                    |
| Romain          | Damien Bonnard      |                    |

## Fordítás
- Ez a szócikk részben vagy egészben  az   A Perfect Plan című angol Wikipédia-szócikk ezen változatának fordításán alapul.  Az eredeti cikk szerkesztőit annak laptörténete sorolja fel. Ez a jelzés csupán a megfogalmazás eredetét és a szerzői jogokat jelzi, nem szolgál a cikkben szereplő információk forrásmegjelöléseként.